# 仝卓
仝卓（1994年5月20日—），曾用艺名童卓，曾用名胡佳文、李佳文、李振华，出生于山西临汾，籍贯山西运城，中国男中音歌手、影视演员、主持人，中央戏剧学院歌剧系民族歌剧表演专业毕业（已撤销学籍）。他曾是“咸蛋家”平台网络主播，参演过电影《单身汪的假期》、《洪荒宫斗之杀手为妃》。2018年参加湖南卫视美声综艺节目《声入人心》，最终成为“年度首席成员”。2019年12月以流行美聲組合聲入人心男團成員身份出道，次年6月因高考舞弊事件而退出组合。

## 生平

### 早年生活
仝卓原名胡佳文，出生于山西临汾，籍贯山西运城，父母离异后改随母姓，后又改名为李振华，2012年母亲再婚后随继父姓氏，改名为仝卓。在中学时期曾担任学校文艺部部长。他原先是学习吹奏萨克斯，吹累的时候会唱一小段歌，其声音条件得到了萨克斯老师的认可。在老师的建议下，他改学声乐，并且利用前两年的时间来调整自己的唱法。

### 演艺事业
2008年3月，仝卓考入中央音乐学院附属中等音乐学校。2013年中，仝卓完成高中学业并参加《中国红歌会》，进入了西安唱区晋级赛。经过连续两次待定，他最终止步西安唱区十强，无缘全国比赛。在两次报考解放军艺术学院（只招应届生，其第二次报考资格系舞弊所得，详见仝卓事件）未果后，2013年6月，考入中央戏剧学院歌剧系。
2016年元旦，他参加“新华之春”音乐会，表演男高音独唱《猜调》、《木石鱼的传说》。2月，他开始利用课余时间担任“咸蛋家”平台网络主播，网名为“长腿二大爷”，直播内容包括唱歌、脱口秀等。5月14日，他和网络主播紫博先生受邀出席戛纳电影节“中国之夜”活动。6月，受邀参与录制湖南卫视综艺节目《天天向上》。2017年5月，仝卓的首部电影作品《单身汪的假期》在爱奇艺上映，他与马翼、孙嘉灵担任这部影片的领衔主演。7月6日，他与王婉晨、李一、安珠丽、赵彬等人主演的电影《洪荒宫斗之杀手为妃》在网络首映。
2018年9月19日晚，仝卓参加在山西尧庙景区举办的“临汾光影文艺晚会”。10月底，以演唱成员身份参加湖南卫视美声综艺节目《声入人心》，声部为男中音。比赛期间，他演唱的歌曲多为外语歌曲，例如西班牙语的《Por una Cabeza》、意大利语的《Nessun Dorma》。最终，他凭借一首《九儿》成为“年度首席成员”。

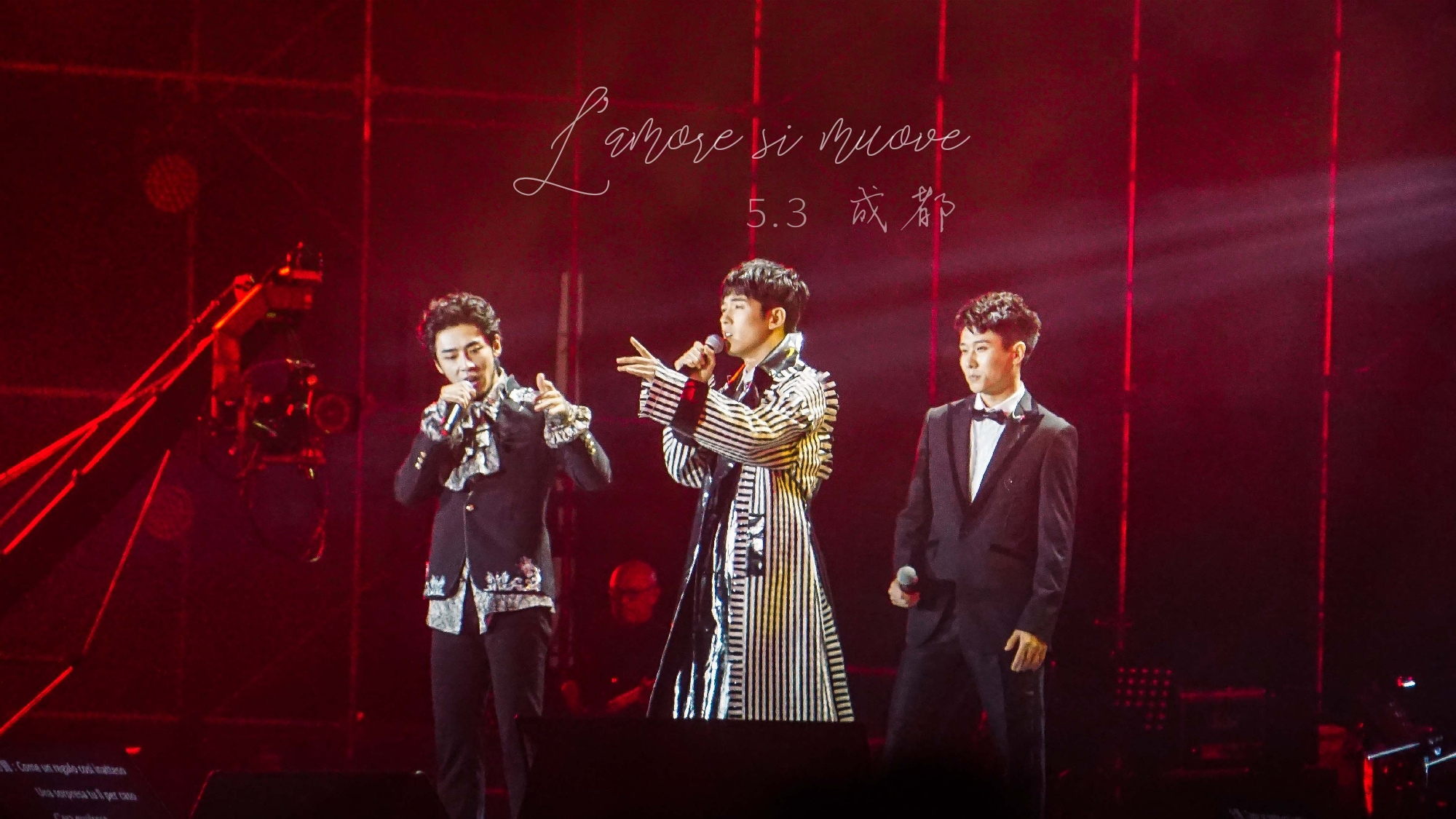
仝卓（中）参与“成都音乐盛典·成都ART音乐节”演出

2019年1月，仝卓和阿云嘎、蔡程昱、张超等MXH36成员先后参加湖南卫视《“四海同春”2019全球华侨华人春节大联欢》以及《湖南卫视2019春节联欢晚会》。2月19日，与刘彬濠、高天鹤在湖南卫视《2019元宵喜乐会》上演唱《春天的芭蕾》。4月24日，与鞠红川、高天鹤、蔡程昱参加湖南卫视《逐梦航天——2019“中国航天日”文艺晚会》。5月3日，随MXH36参加“成都音乐盛典·成都ART音乐节”。之后，他作为固定嘉宾参加湖南卫视综艺节目《神奇的汉字》，担任队长（嘉宾主持）。7月，他担任湖南卫视综艺节目《快乐大本营》嘉宾主持。10月，发表第一首个人单曲《累》。11月8日，仝卓與鞠紅川、蔡程昱和高天鶴四人組成的聲入人心男團發表首支团体單曲《未知的真相》。12月4日，「環球DECCA音樂廠牌全球90周年暨『聲入人心』男團成團盛典」在國家大劇院舉行，標誌着聲入人心男團正式成團出道。
2020年3月，仝卓随声入人心男团作为奇袭歌手参加湖南卫视《歌手·当打之年》，凭借一首《你的色彩》奇袭萧敬腾获胜，并最终奇袭成功。突围赛环节，声入人心男团在组内对决中不敌袁娅维，从而突围失败。同年6月，因受高考舞弊事件影响，仝卓退出声入人心男团，离开湖南卫视。7月，仝卓工作室投入运营，并宣布仝卓开始复工。10月1日，仝卓推出翻唱单曲《映山红》。11月，举办“第十一个故事”全国巡回演唱会。

### 其他事业
2020年5月，仝卓创立嗨辣小吃品牌“仝小厨”。
2025年4月29日，仝卓发布微博，于该月26日用电子邮件的方式实名举报33家关联公司偷税漏税，沈阳市税务局稽查局因保密规定未进行正面回应。

## 音乐作品

### 单曲
| 年份   | 名称           | 语言 | 備註                             |
| ------ | -------------- | ---- | -------------------------------- |
| 2018年 | 《光之心》     | 国语 | 综艺节目《声入人心》第一季主题曲 |
| 2019年 | 《累》         | 国语 | 首支單曲                         |
| 2020年 | 《映山红》     | 国语 |                                  |
| 2021年 | 《不说再见》   | 国语 |                                  |
| 2022年 | 《夜舟琴》     | 国语 |                                  |
| 2022年 | 《神奇的汉字》 | 国语 | 综艺节目《神奇的汉字》主题曲     |

### 《声入人心》演唱曲目
| 年份   | 名称                                  | 语言           | 備註                     |
| ------ | ------------------------------------- | -------------- | ------------------------ |
| 2018年 | 《Por una Cabeza》                    | 西班牙语       | 仝卓《声入人心》试唱曲目 |
| 2018年 | 《L'amore si muove》（&廖佳琳、王凯） | 意大利语       |                          |
| 2018年 | 《Nessun Dorma》（&高天鹤、马佳）     | 意大利语       |                          |
| 2019年 | 《La Vita》（&马佳、星元）            | 意大利语、英语 |                          |
| 2019年 | 《Imagination》（&尚雯婕、高天鹤）    | 英语           |                          |
| 2019年 | 《友谊地久天长》（&王晰、蔡程昱）     | 国语           |                          |
| 2019年 | 《九儿》                              | 普通話         |                          |

## 影视作品

### 电影
| 年份   | 名称                   | 角色   | 备注               |
| ------ | ---------------------- | ------ | ------------------ |
| 2017年 | 《单身汪的假期》       | 马小帅 | 仝卓的首部电影作品 |
| 2017年 | 《洪荒宫斗之杀手为妃》 | 皇上   |                    |

### 电视剧
| 年份   | 名称                 | 角色 | 备注                           |
| ------ | -------------------- | ---- | ------------------------------ |
| 2020年 | 《了不起的儿科医生》 | 雷皓 | 镜头被AI换脸成另一位男演员李欢 |

## 争议
仝卓曾在接受杂志采访时自述心仪解放军艺术学院，但连续考了两年都未能如愿。然而解放军艺术学院只招收应届生，唯当时的社会舆论尚未注意到仝卓何以在复读一年后仍可以应届生身份报考该校的问题。
2020年5月22日，仝卓在直播中自曝曾有复读的经历，称当时心仪的大学（即解放军艺术学院）只招收应届生，他为了考上而伪造应届生身份，但还是没能考上，这才上了（即使用原本的往届生身份也可考取的）中戏。此事在网络上引发争议，湖南卫视综艺节目《快乐大本营》、《神奇的汉字》随即将微博的节目预告编辑掉他的名字及在播出时删除他的镜头。
5月29日，中华人民共和国教育部要求相关部门对此事件开展调查。随后，仝卓通过个人微博发文致歉。其继父仝天峰为公职人员，受事件牵连亦遭到調查。事件调查结果于6月12日发布。由于伪造身份参加高考，仝卓的高考成绩无效。由于入党程序存在虚假、违规的情况，其党员身份不被承认。他的中央戏剧学院毕业证书亦被校方取消。
仝卓的艺人生涯也因此受到重大影响，其于事发后被排除出声入人心男团，并与湖南卫视解约。2019年拍摄完成的电视剧《了不起的儿科医生》作为其第一部参演的电视剧也受到影响，在宣传时撤掉了他的海报，由AI将其饰演的男护士的面部全换成演员李欢后才于2020年11月30日上映，片尾演员表也将其改为李欢。

## 家庭
- 生父：胡某某，山西某建筑公司职工
- 母亲：李某某，临汾市尧都区某局职工
- 继父：仝天峰，1969年5月出生，曾于2016至2020年任临汾市人大常委会副秘书长、办公室副主任、研究室主任[47][48]，2020年6月因帮助仝卓高考舞弊一事被给予留党察看一年和政务撤职处分
- 同母异父弟弟：仝某某，比仝卓小24岁